# Wells (Minnesota)
Wells é uma cidade localizada no estado americano de Minnesota, no Condado de Faribault.

## Demografia
Segundo o censo americano de 2000, a sua população era de 2494 habitantes.
Em 2006, foi estimada uma população de 2462, um decréscimo de 32 (-1.3%).

## Geografia
De acordo com o United States Census Bureau tem uma área de
3,5 km², dos quais 3,5 km² cobertos por terra e 0,0 km² cobertos por água. Wells localiza-se a aproximadamente 361 m acima do nível do mar.

## Localidades na vizinhança
O diagrama seguinte representa as localidades num raio de 16 km ao redor de Wells.